# Angostura (Antioquia)
Angostura é uma cidade e município da Colômbia, no departamento de Antioquia.